# Metaqualonă
Metaqualona este un medicament hipnotic și sedativ derivat de chinazolinonă, și a fost utilizat în tratamentul insomniilor în Statele Unite. Prezintă un efect similar cu barbituricele. Medicamentul a fost retras din cauza riscului de abuz foarte ridicat. Supradozarea ducea la deprimarea severă a sistemului nervos central, comă și deces.